# Бетмен (фільм, 1989)
«Бетмен» (англ. Batman) — американський фільм Тіма Бертона 1989 року, що базується на однойменній серії коміксів про супергероя Бетмена.

## Сюжет
У Брюса Вейна (Майкла Кітона) в дитячому віці, на очах, злочинці вбили батьків, за що хлопець клянеться помститися. Як прикриття у своїй вічній боротьбі зі злом та зі злочинцями він використовує костюм кажана і, відповідно, псевдонім «Бетмен» (англ. Batman).
Уже роками Ґотем контролює кримінальний бос Карл Ґріссом (Джек Паланс), незважаючи на всі зусилля новообраного окружного прокурора Гарві Дента (Біллі Ді Вільямс) і комісара поліції Джеймса Гордона (Пет Гінгл). Доповідач Александер Нокс (Роберт Вул) і фото-журналістка Вікі Вейл (Кім Бейсінгер) починають власне журналістське розслідування про кажана, який наводив страх на злочинців, — проте якого вважали і найпершим злочинцем.
Вікі і Александер були присутні на прийомі у Брюса Вейна, на якому Вікі почала симпатизувати Брюсу. Тієї ж ночі Джек Нап'е (Джек Ніколсон), права рука Карла Ґріссома, відправляється в рейд на хімічний завод. Після того, як поліція прибула щоб заарештувати його, він розуміє — Ґріссом його зрадив. На завод також прибув Бетмен, у якого Джек вистрілив, але куля відбилася від його рукавички і попала в обличчя Джеку. Оговтавшись від болю він через передрягу потрапляє в бочку з невідомим хімічним розчином: він виживає, тільки його волосся і шкіра втратили колір. Після невдалої хірургічної спроби відновити собі обличчя, він стає схожий на клоуна і починає називати себе «Джокером».
Після вбивства Ґріссома, Джокер бере на себе його імперію і продовжує тримає місто в його владі. Джокер хоче розсмішити місто до смерті, використовуючи хімічні елементи. Бетмен спробував вистежити Джокера і з'ясувалось: він був тим молодим злочинцем, який убив батьків Брюса. Бетмен знищує завод Джокера, що використовується для виробництва отруйних продуктів. Проте Джокер не заспокоюється і проводить Ґотем-парад, залучаючи громадян на вулиці, видаючи їм гроші, щоб отруїти їх смертельним газом. Бетмен руйнує план, але Джокер викрадає Вікі і затягує її на дзвіницю. Після бою з Бетменом, Джокер помирає від шуму дзвіниці.
Комісар Гордон відкриває Бет-сигнал разом з запискою, в якій Бетмен обіцяє захистити Ґотем, якщо злочинці знову вийдуть на вулиці.

## У ролях
| Актор            | Роль                  |
| ---------------- | --------------------- |
| Майкл Кітон      | Бетмен / Брюс Вейн    |
| Джек Ніколсон    | Джокер / Джек Напьє   |
| Кім Бейсінгер    | Вікі Вейл             |
| Роберт Вул       | Александер Нокс       |
| Пет Гінгл        | комісар Джеймс Ґордон |
| Біллі Ді Вільямс | Гарві Дент            |
| Майкл Гоф        | Альфред Пенніворт     |
| Джек Паланс      | Карл Ґріссом          |
| Джеррі Голл      | Алісія Гант           |
| Трейсі Волтер    | Боб                   |
| Лі Воллес        | мер                   |
| Вільям Гуткінс   | лейтенант Екхард      |

## Розробка і виготовлення

### Написання сценарію
Після фінансового успіху «Великих пригод Пі-Ві» (1985), Warner Bros. запропонував Тіму Бертону зайняти крісло режисера Бетмена. Бертон попросив свою подругу написати 30-сторінковий сценарій-опис, тому що попередній сценарій Тома Манкевича був занадто манірний. Після успіху мультфільму «Темний лицар повернення» (англ. The Dark Knight Returns) і коміксу Алана Мура «Убивча посмішка» (англ. The Killing Joke), Warner Bros. захотіли дати фільму темний, серйозніший відтінок сюжету. Warner Bros. заручився допомогою Стівена Енглхарта в написанні сценарію. Його перший варіант включав Джокера і Руперта Торна, як головних лиходіїв, також повинний був з'явитися Пінгвін. Срібний Сен-Клу і Дік Ґрейсон повинні були з'явитися в ключових ролях. Керівництво Warner Bros. було вражене сценарієм, але Енглхарту здавалося, що в сценарії забагато персонажів, тому він зняв Пінгвіна і Діка зі свого остаточного варіанту, завершеного в травні 1986.
Бертон вирішив заручитися допомогою Сема Хамма, оскільки сам не був фанатом коміксів, для написання сценарію. Хамм вирішив не використовувати історію походження, а замінити її спогадами і «розкриття таємниці» зробити частиною сюжету. Він міркував: «Ви знищите свій авторитет, якщо покажете буквально процес перетворення Брюса Вейна на Бетмена.» Хамм замінив Срібного Сен-Клу на Вікі Вейл і Руперта Торна та його власне творіння Карла Грісома. Він завершив свій варіант сценарію в жовтні 1986. В цьому варіанті Дік Ґрейсон виконував роль камео, а не як ключову. У одній зі сцен у сценарії Хамма Джеймс Гордон був на чергуванні в ніч убивства батьків Брюса. Таким чином він проводить паралелі з Брюсом, отже і з Бетменом (подібний сюжет в Бетмен Початок (2005)). Коли ж сценарій був переписаний, сцену виключили.

Бетмену нарешті дали зелене світло початку підготовки до виробництва в квітні 1988 року, після дивного успіху бертонівського Бітлджус (1988). Коли фани коміксу дізналися про те що Бертон буде знімати фільм і Майкл Кітон зіграє головну роль, виникли сумніви щодо стилю фільму. Але Хамм пояснив: 
|  | Вони чули ім'я Тіма Бертона і воно в них асоціюється з «Великою пригодою Пі-Ві». Вони чули ім'я Майкла Кітона і воно в них асоціюється з безліччю комедій в яких він зіграв. Ви думаєте про Бетмена 1960-х років, але ми знімемо повну протилежність. Ми намагаємося подати її з характерним темним і серйозним тоном, але фанати не вірять нам. |

 Щоб заспокоїти фанатів, Боб Кейн (співавтор коміксу «Бетмен») був найнятий як творчий консультант.

### Кастинг
- На роль Бетмена пробувались: Мел Гібсон, Кевін Костнер, Чарлі Шин, Пірс Броснан, Том Селлек, Білл Мюррей. Але продюсер Джон Пітерс виступив за кандидатуру Майкла Кітона, стверджуючи, що він має потрібні якості. Знімавши Кітона в Бітлджус, Бертон погодився.

Кандидатура Кітона викликала суперечки серед фанатів коміксу, на студію було відправлено понад 50 000 листів з протестом. Боб Кейн, Сем Хамм і Майкл Услан також були не задоволені кастингом. Бертон визнав:
|  | Звичайно, ця кандидатура, було негативно сприйнято любителями комікса. Я вважаю, вони думали, що ми збираємося робити фільм схожим на телесеріал 1960-х років, тобто зробити його таким же манірним… |

- Тім Каррі, Віллем Дефо, Девід Боуї і Джеймс Вудс розглядалися на роль Джокера. Вибором продюсерів Майкла Услана і Боба Кейна ще з 1980 року був Джек Ніколсон. Пітерс підходив до Ніколсона ще в 1986 році, під час зйомок фільму Іствікські відьми (англ. Witches of Eastwick). З ним було заключено так званий «off-the-clock» договір. Ніколсон зажадав, щоб усі його сцени зняли за три тижні, але розклад розтягнувся на 106 днів. Він отримав $6 млн гонорару, а також великий відсоток від прибутків фільму, який приблизно становив $50 мільйонів.
- Шон Янг була спочатку рекомендована як Вікі Вейл, але отримала поранення під час зйомок. Бертон запропонував замінити Янг на Мішель Пфайффер, але Кітон, який мав з нею стосунки, вважав, що це буде занадто незручно. Тоді Пітерс запропонував Кім Бейсінґер, яку згодом затвердили на роль.
- Як шанувальник роботи Майкла Гофа, Бертон взяв його на роль Альфреда Пенніворта.
- Роберта Вула було утверджено на роль репортера Александера Нокса. Його персонаж спочатку повинен був померти від отруйних газів Джокера, але творці фільму, за словами Роберта Вула, «сильно полюбили мого персонажа», тож вирішили залишити його в живих.
- Біллі Ді Вільямс взявся за роль Гарві Дента, тому що він мріяв зіграти Дволикого. Тим не менше, в фільмі Бетмен назавжди Вільямса було замінено на Томмі Лі Джонса.
- Ніколсон переконав режисерів взяти Трейсі Волтера на роль Бобі Гуна. У реальному житті Ніколсон і Волтер - близькі друзі.

### Знімання
Під час знімань було використано копію Срібного трону королів Швеції, виготовлену 1933 року.